# Zhuanxu
Zhuanxu (kineski 顓頊 ili 颛顼, Zhuānxū) mitski je car Kine. Znan je i kao Gaoyang (Gāoyáng). Njegov je otac bio princ Changyi, sin Žutog Cara i carice Leizu. Zhuanxuova se majka zvala Changtsu ili Niuqu.
Prema Simi Qianu, Zhuanxu je pobijedio cara Gonggonga nakon smrti svog djeda i zavladao. Bambusovi anali pripovijedaju da je Zhuanxu bio pomoćnik svog strica, cara Shaohaoa te je zavladao u dobi od dvadeset godina.
Mitovi pripisuju Zhuanxuu uspostavljanje patrijarhata u Kini, kao i odluku zabrane braka među bliskim krvnim srodnicima.
Zhuanxua je naslijedio bratić Ku, premda je Zhuanxu imao sina Qiongchana, od kojeg je potekao Shun.
Zhuanxu je štovan kao bog sjevera.